# Nedostatek manganu u rostlin

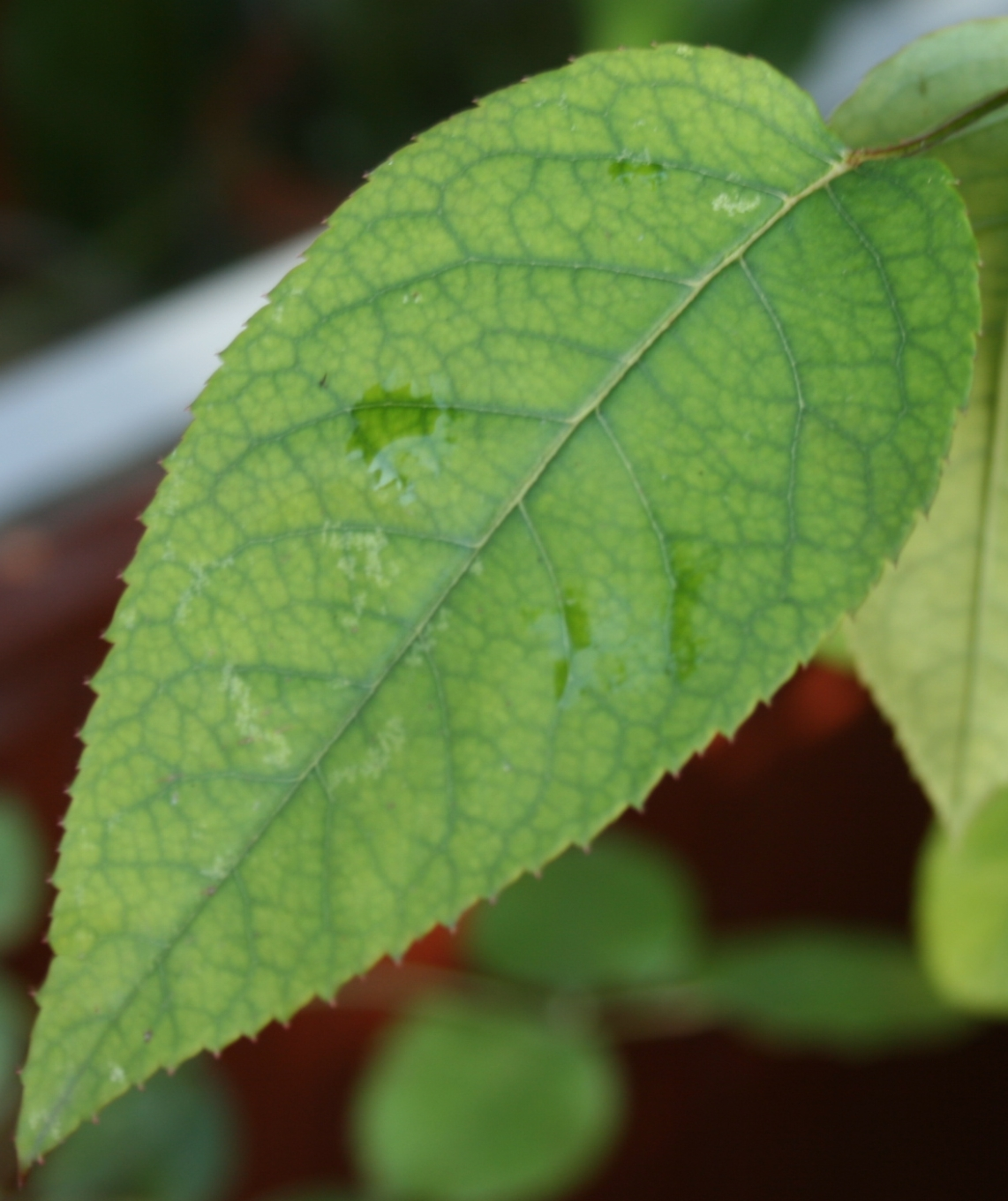
Projev nedostatku manganu na listech.

Nedostatek manganu u rostlin je fyziologické poškození rostlin, způsobené nedostatkem příjmu manganu. Mezi rostlinami se projevují velké druhové rozdíly jak v nárocích, tak i ve schopnosti příjmu Mn z půdy. Nejběžnější je nedostatek manganu v zamokřených půdách, rašelinných půdách, mokřadech a humózních písčitých půdách a tam, kde jsou vysoké hladiny organické hmoty. Mangan může být nedostupný pro rostliny také v místech, kde je pH příliš vysoké. Na vápenatých půdách je vázán v nedostupných formách. Vápnění upravuje pH a tím snižuje i obsah vodorozpustných forem manganu v půdním roztoku. V organických sloučeninách je mangan zastoupen v půdě v malém množství a stává se přijatelným teprve po jejich mineralizaci nebo po přechodu do chelátových forem. Mladší listy bývají nedostatkem postiženy dříve. Pohyblivost manganu v rostlině je velmi nízká, pohybuje se zřejmě v chelátové vazbě. Nejcitlivějšími organelami na nedostatek manganu jsou chloroplasty. Mangan je dále nezbytný pro redukci NO2− z NO3−. Při deficitu manganu se může zvyšovat obsah NO3 v rostlinách jako důsledek nitrátreduktázového systému.

## Příjem rostlinou
Rostliny přijímají mangan jako všechny minerály z půdního roztoku, kde se vyskytuje ve špatně rozpustných oxidech nebo dobře rozpustných chelátech. Cheláty jsou pro příjem příznivější. V rostlinách je mangan důležitou součástí komplexu rozkládajícího vody, který se účastní primární fáze fotosyntézy. Nedostatek poškozuje chloroplasty a je příčinou chlorózy.

## Příznaky
Hlavními symptomy je mezinervová chloróza (nervatura listů zůstává zelená), tvorba hnědavých a šedavých skvrn na listech. Vážně postižené listy mohou hnědnout a usychat. Nejvýznamnějším příznakem je suchá skvrnitost ovsa. Listy mají šedavé skvrny a svěšují se a hynou aniž by rostlina vytvořila latu. V raném stádiu též nedostatek manganu brzdí odnožování travin. Mezi postižené rostliny patří brambory, jabloně, hrách, fazol, jetel, řepa a maliník. U řepy a jiných rostlin se zdánlivě projevuje podobnými příznaky jako virová mozaika. Někdy může být zaměněn s poškozením sviluškami.

## Prevence
Prevence spočívá ve zlepšení struktury půdy. Není vhodné zlepšovat půdy ohrožené nedostatkem manganu vápněním.